# A co dále, Baltazare
A co dále, Baltazare (ve francouzském originále Au Hasard Balthazar) je francouzský film z roku 1966, který natočil režisér Robert Bresson podle vlastního scénáře. Film sleduje osla, který prochází rukama různých majitelů, z nichž většina s ním velmi špatně zachází, velmi agresivně se k němu chovají i místní mladíci. Jednu z hlavních rolí, dívku Marii, ve filmu ztvárnila Anne Wiazemsky. Šlo o její vůbec první hereckou zkušenost. Premiéra filmu proběhla na Benátském filmovém festivalu.